# Ytong
Ytong je značka stavebních výrobků z bílého pórobetonu. V České republice jej vyrábí společnost Xella CZ (součást nadnárodního koncernu Xella
International). Společnost nabízí stavební řešení pro každý projekt a kromě značky Ytong do jejího portfolia spadají také značky Silka, Multipor a Hebel.

Tvárnice značky Ytong jsou typické svou jednolitostí, nízkou hmotností, vysokou tepelnou izolací, stabilitou a snadnou opracovatelností (tvárnice lze libovolně řezat). Tvárnice lze použít pro stavbu samonosné až pětipodlažní konstrukce. V České republice se jedná o nejprodávanější značku výrobků z lehkého autoklávovaného betonu – pórobetonu.

## Historie
Historie rozšíření produktu této značky je spjatá s rozvojem stavebního průmyslu v meziválečném období a nutností šetřit se zdroji na vytápění ve Švédsku, kde byla vysoká poptávka po úsporných domech. Poprvé  byla pórobetonová tvárnice průmyslově vyrobena v roce 1927 v jihošvédském městě Yxhultu. Průmyslová výroba byla zahájena na základě objevu z roku 1923, kdy dr. Johan Axel Eriksson poprvé namíchal bázi pro výrobu autoklávového pórobetonu. Značka Ytong byla oficiálně zaregistrována v roce 1940. Název značky je odvozen z místa výroby a názvu technologie: Yxhult anghärdade Lättbetong = YTONG.

## Výrobky a jejich složení
- Pórobeton Ytong: písek, vápno, cement, voda a kypřící látka (hliník)
- Vápenopísková tvárnice Silka: vápno a písek
- Minerálně, tepelněizolační desky Multipor: písek, vápno, cement, voda a kypřící látka (hliník). Jedná se v zásadě o extrémně vylehčený bílý pórobeton.

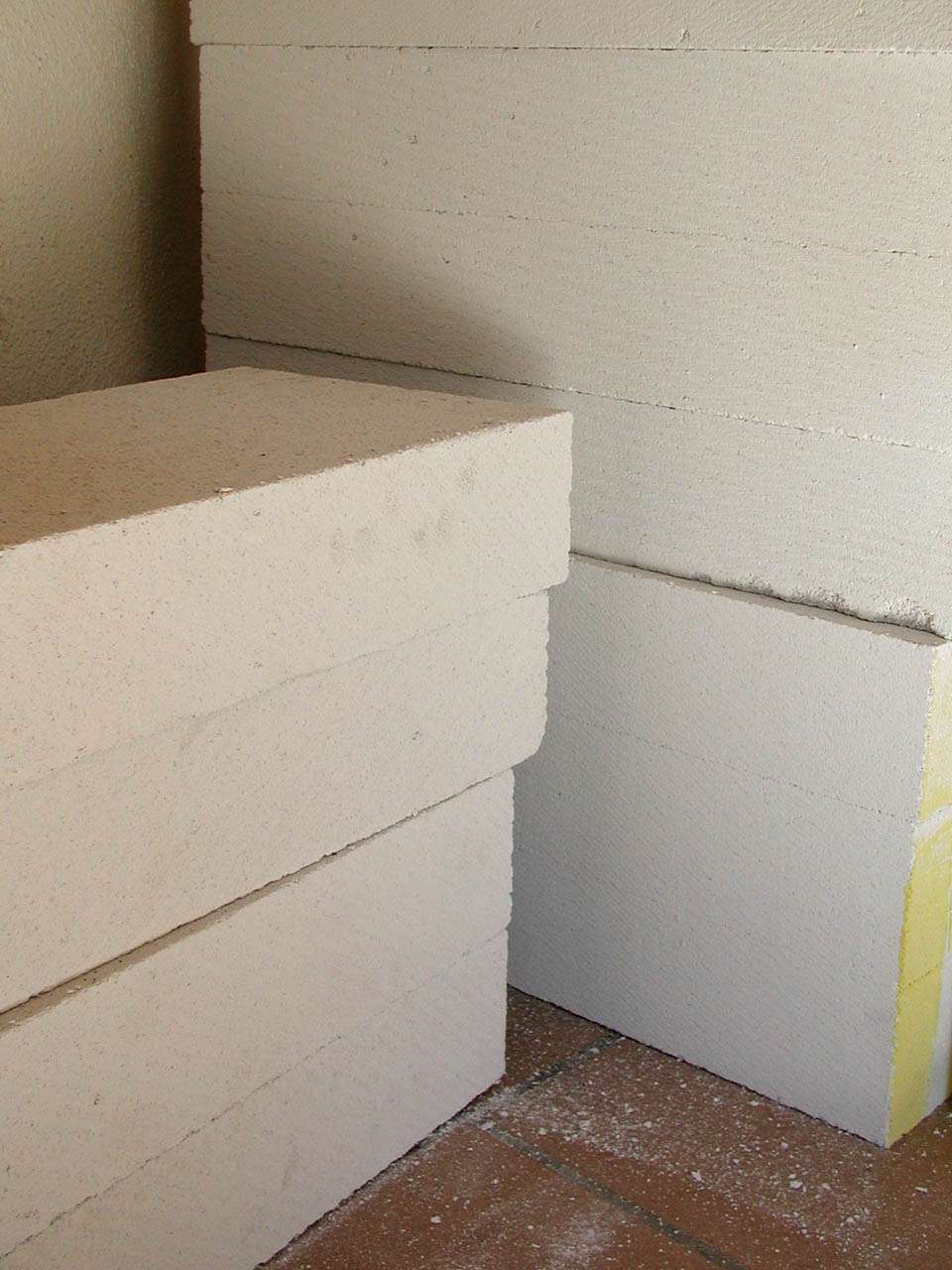

## Vlastnosti a výroba bílého pórobetonu
Pórobeton obecně získává své vlastnosti vytvořením vzduchových dutin (tzn. pórů v betonové hmotě) při výrobě. Vzduch uložený v těchto pórech činí materiál lehčím a zároveň se stává izolantem, neboť v pórech nemá vzduch možnost cirkulovat.
Tvárnice značky Ytong jsou vyráběny výhradně ze čtyř surovin přírodního původu – křemičitý písek, vápno, cement a voda. Při výrobě se doplní reakční prvek hliník, v podobě prášku či pasty. Hliník dále reaguje s hydroxidem vápenatým a následně se pevně váže v umělém minerálu – tobemoritu. Díky jemně namletému písku tvárnice získává typickou bílou barvu. Ytong neobsahuje žádné nebezpečné ani zdraví škodlivé chemické sloučeniny a látky.

### Rozdíl mezi bílým a šedým pórobetonem
U šedého pórobetonu se jako příměs nahrazující písek používá popílek vzniklý jako vedlejší průmyslový produkt při spalování uhlí v elektrárnách. U popílku jako příměsi je však problém s přesným určením jeho původu, tedy i přesného složení – často může obsahovat stopové množství zdraví nebezpečných látek, např. olova, kadmia, rtuti a arzénu. Dosud není zcela prokázáno, že se tyto látky nemohou z šedé tvárnice uvolňovat, mohou tak být potenciálně nebezpečné při řezání a jiném opracovávání šedého pórobetonu. Neexistuje žádná studie o stabilitě těchto látek v pórobetonu, není tedy jasné, zda látky časem nemohou unikat do okolí. Evropská komise momentálně projednává zařazení popílku na list látek s nebezpečnými vlastnostmi. Například v sousedním Německu se již šedý pórobeton téměř nepoužívá, neboť jsou problémy s jeho ekologickou likvidací (látky obsažené v popílku se nesmějí dostat do půdy a vody). Avšak při výrobě bílého pórobetonu Ytong se znovu používá odpad vzniklý jeho produkcí a všechny komponenty z Ytongu se mohou i po demolici budovy znovu použít.
Šedý pórobeton je chemicky i mechanicky méně stabilnější, neboť využití popílku snižuje podíl oxidu křemičitého či křemene. To v důsledku znamená, že stabilizující substance není použita v dostatečném množství. Navíc je prokázáno, že šedý pórobeton má několikanásobně vyšší smrštivost, může být tedy po letech nestabilní. Tvárnice z šedého pórobetonu může následně mít tendenci v průběhu let praskat, či se odlupovat.